# Racopilum orthocarpioides
Racopilum orthocarpioides là một loài rêu trong họ Racopilaceae. Loài này được Broth. mô tả khoa học đầu tiên năm 1890.